# Donzenac-Schiefer
Der Donzenac-Schiefer ist eine kambrische Formation des französischen Massif Central. Die Formation bildet Teil der Thiviers-Payzac-Einheit. 

## Etymologie und Bezeichnung
Der Donzenac-Schiefer, Französisch Schistes de Donzenac, ist nach seiner Typlokalität benannt – der französischen Gemeinde Donzenac im Westen des Départements Corrèze. Dieselbe Formation trägt nördlich von Juillac die Bezeichnung Semblat-Schiefer und im Westabschnitt Excideuil-Schiefer.

## Geographie und Geologie

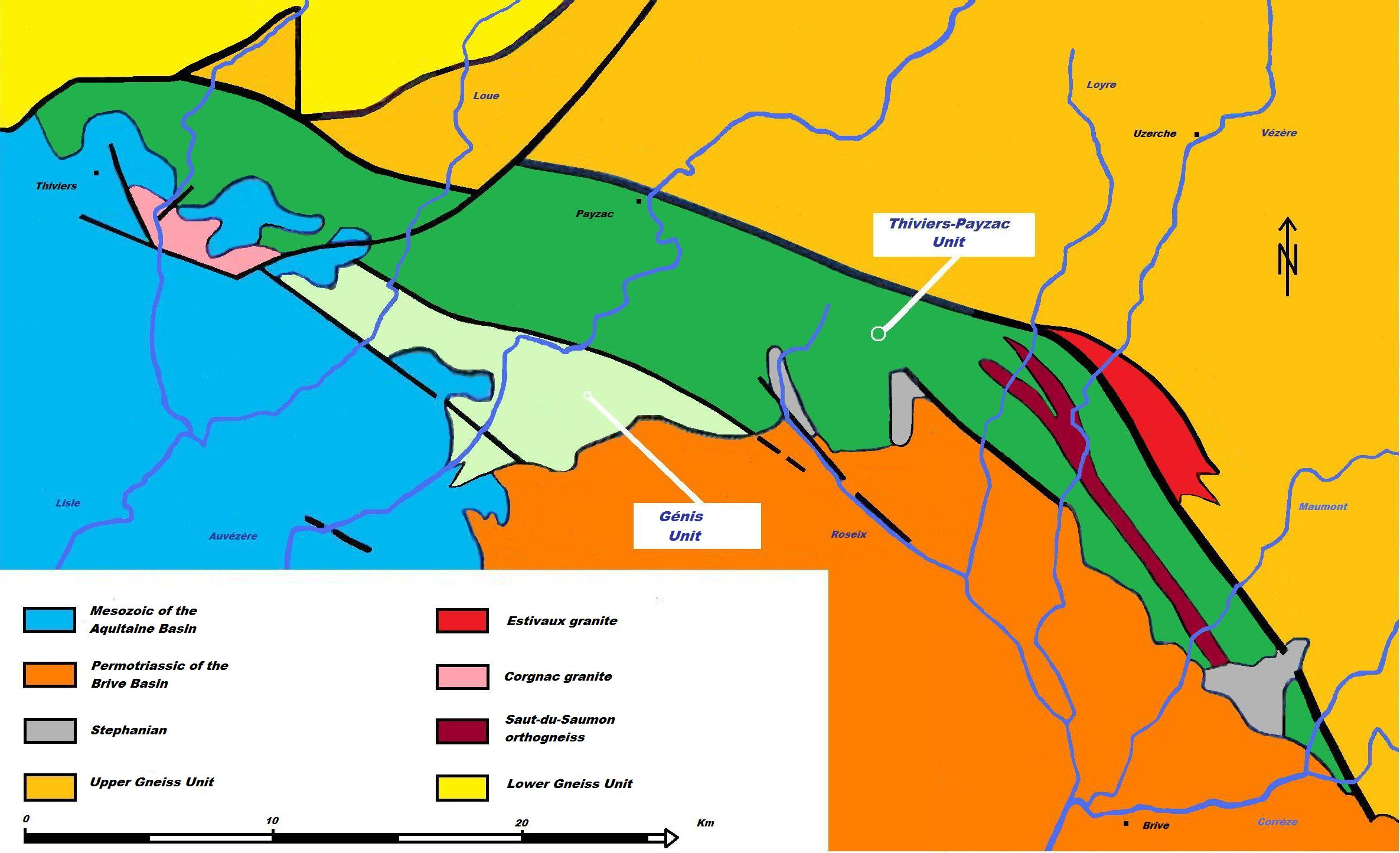
Geologische Übersichtskarte zur Situierung der Thiviers-Payzac-Einheit (in Grün) und der Génis-Einheit (in Hellgrün)

Der Donzenac-Schiefer ist in der Thiviers-Payzac-Einheit aufgeschlossen, befindet sich aber auch im tieferen Untergrund der weiter südwärts gelegenen Génis-Einheit. Im Grundgebirgsaufbruch des Horsts von Châtres nordwestlich von Terrasson-Lavilledieu erscheint er erneut an der Oberfläche. 
Der Schiefer folgt in der Thiviers-Payzac-Einheit einem leicht gebogenen, rund 40 Kilometer langen Band, das sich von der Typlokalität Donzenac bis nach Lanouaille erstreckt. Die Ausstrichsbreite der Formation beträgt bis zu 3 Kilometer. Durch die Dussac-Störung linksseitig versetzt, setzt sich dieses Band dann bis nordöstlich von Thiviers weiter fort.
Stratigraphisch überlagert der Donzenac-Schiefer normalerweise den Thiviers-Sandstein und wird seinerseits vom Engastine-Mafit überdeckt. Seine Mächtigkeit erreicht gut 400 Meter. Da der Engastine-Mafit nördlich der Puy-des-Âges-Synklinale auskeilt, folgt jedoch in der Muldenachse auf den Schiefer der stratigraphisch höher gelegene Puy-des-Âges-Quarzit. In der Génis-Synklinale, in deren Südschenkel der Donzenac-Schiefer seinerseits auskeilt, erscheinen in seinem Hangenden bereits die Génis-Porphyroide aus der Génis-Einheit.

## Petrologie
Der Donzenac-Schiefer ist aus einer Wechsellagerung ehemaliger Siltite und Grauwacken hervorgegangen. Er besitzt seidig graue Farbtöne und besteht größtenteils aus Phyllosilikaten wie Muskovit (Phengit) und Biotit oder Muskovit und Chlorit, gefolgt von Quarz, saurem Plagioklas und Granat der Almandin-Zone.
Der Schiefer enthält neben Siltiten gelegentliche, relativ feinkörnige, dunkelgrüne, arenitische Zwischenbänke im Dezimeter- bis Meterbereich – es dürfte sich hierbei um ehemalige Grauwacken handeln. Diese Metagrauwacken verfügen über Klasten von Quarz, Plagioklas und auch Epidot, die von neugebildeten Mineralien (Phyllosilikate, Quarz und feinstkörniger Albit) umschlossen werden.
Siltite und Grauwacken lösen gewöhnlich einander ab, die feinere Fraktion der Siltite überwiegt jedoch im Hangenden der Formation.
Der Donzenac-Schiefer kann überdies sehr bedeutende Graphitlagen aufweisen.

### Chemische Zusammensetzung
| Oxid Gew. % | Schiefer 1 bei Juillac | Schiefer 2 | Schiefer 3 bei Voutezac |
| ----------- | ---------------------- | ---------- | ----------------------- |
| SiO2        | 58,60                  | 62,00      | 69,00                   |
| TiO2        | 0,96                   | 0,86       | 0,89                    |
| Al2O3       | 18,40                  | 18,40      | 14,70                   |
| Fe2O3       | 3,60                   | 3,65       | 0,70                    |
| FeO         | 3,65                   | 1,80       | 3,00                    |
| MnO         | 0,10                   | 0,05       | 0,03                    |
| MgO         | 3,70                   | 2,90       | 2,10                    |
| CaO         | 0,95                   | 0,25       | 0,40                    |
| Na2O        | 3,10                   | 2,00       | 2,00                    |
| K2O         | 2,30                   | 3,70       | 3,85                    |
| P2O5        | 0,15                   | 0,17       | 0,17                    |
| H2O−        | 0,05                   |            | 0,11                    |
| H2O+        | 4,90                   | 4,80       | 2,80                    |

Der SiO2-Gehalt des Donzenac-Schiefers ist recht variabel und schwankt zwischen 58,6 und 69 Gewichtsprozent, entsprechend Andesiten und Daziten. Die Alkalien geben einen subalkalischen Charakter zu erkennen. Der Schiefer ist ferner ein kalkalkalisches Hoch-K Gestein. In gewisser Weise zeigt seine chemische Zusammensetzung eine starke Ähnlichkeit mit dem unterlagernden Thiviers-Sandstein.

## Magmatismus
Der Donzenac-Schiefer wird entlang seiner Nordbegrenzung vom Saut-du-Saumon-Orthogneis berührt. Dieser war im unteren Ordovizium in die Schichtenfolge der Thiviers-Payzac-Einheit als Granitoid intrudiert und dann im Zuge der karbonischen Verformungen duktil zerschert worden.

## Metamorphose
Der Donzenac-Schiefer erlitt eine epizonale Regionalmetamorphose. Überschritten wurden hierbei der Biotit- und der Almandin-Isograd. Der Metamorphosegrad steigt in Richtung Nordnordost an, mesozonale Bedingungen wurden aber nicht erreicht, da Staurolith noch nicht auftritt.

## Tektonik
Der Donzenac-Schiefer ist in großräumige Faltenzüge eingebettet. Dieser recht weite Faltenbau ist seinerseits erneut eng- und steilstehend verfaltet, wobei die Wellenlänge des engen Faltenbaus nur noch knapp 150 Meter beträgt. Parallel zu den OSO- bzw. SO-streichenden Faltenachsenebenen entstand eine regionale Schieferung. Durchgehende Scherbewegungen sind verantwortlich für die Faltenstrukturen im Schiefer, die somit als in die maximale Streckrichtung hineinrotierte Zugfalten in einer transpressiven, duktilen Scherzone interpretiert werden können.
Die Scherbewegungen verliefen ursprünglich links verschiebend (sinistral), wurden aber später rechts verschiebend (dextral) überlagert. Sigmoidale Porphyroklasten von Biotit mit den dazu gehörigen Druckschatten aus Quarz geben den sinistralen Schersinn eindeutig zu erkennen. Die überlagernden dextralen Scherbänder werden von Chlorit markiert und lassen Streckung und retromorphe Bedingungen erkennen.
Nach Beendigung der duktilen Deformationen wurde der Schiefer im niedrig temperierten, spröden Bereich von Querbrüchen durchsetzt. Diese streichen vorwiegend Nordost, selten auch Nordnordost oder Nord und zeigen vorwiegend linksseitigen Versatz.

## Alter
Der Donzenac-Schiefer wird wie der unterlagernde Thiviers-Sandstein ebenfalls zum Kambrium gerechnet.